# Miasteczko Śląskie Żyglin
Miasteczko Śląskie Żyglin – dawna stacja kolejowa a obecnie mijanka na linii kolejowej nr 182 w Miasteczku Śląskim, w sołectwie Żyglin-Żyglinek; w województwie śląskim, w Polsce.